# Mahisasaka
Mahīśāsaka (sânscrito; pāli: Mahimsāsaka; chinês tradicional: 化地部; pinyin: Huadi bú) foi uma das primeiras escolas budistas de acordo com alguns registros. A seita Dharmaguptaka é pensada como uma ramificação dos mahīśāsakas em direção ao final do século II a.C. ou o início do século I a.C..

## Etimologia
A escola foi formada após 232 aC. e. De acordo com a tradição budista, a escola de Mahishasaka foi fundada pelo monge Purana, que manteve os sermões do Buda enquanto os ouviu do próprio Buda. Purana também exigiu a inclusão no Vinaya-Pitaka das 7 regras rejeitadas pelos anciãos da sangha.

## História
Existem duas contas gerais das circunstâncias que envolvem as origens dos Mahīśāsakas. O Theravādin Dipavamsa afirma que a seita Mahīśāsaka deu origem à seita Sarvāstivāda. No entanto, tanto o Śāriputraparipṛcchā quanto o Samayabhedoparacanacakra registra que a escola Sarvastivada constituia a seita mais antiga da qual surgiram os mahīśāsakas. Buswell e López também afirmam que os mahīśāsakas eram uma ramificação da escola Sarvāstivāda, mas foram agrupados sob o termo "vibhajyavāda", este empregado enquanto uma designação ampla para vertentes não-sarvastivada do sthavira nikaya que também incluiu a seita Kasyapiya.
Acredita-se que a seita Mahīśāsaka tenha-se originado pela primeira vez na região de Avanti, na Índia. Seu fundador era um monge chamado Purāṇa, que é venerado ao longo do Mahiśasaka vinaya, que é preservado no cânone budista chinês.
Dos escritos de Xuanzang, os mahīśāsakas são conhecidos por terem atuado na Caxemira no século IV d.C.. Xuanzang registra que Asaṅga, um importante mestre de Yogācāra e o irmão mais velho de Vasubandhu, recebeu a ordenação na seita Mahīśāsaka. Os quadros de Asaṅga para escritos de abhidharma mantiveram muitos traços subjacentes do mahīśāsaka. André Bareau escreve:
É suficientemente óbvio que Asaṅga tinha sido um mahīśāsaka quando era um jovem monge, e que ele incorporou uma grande parte das opiniões doutrinais próprias desta escola dentro de seu próprio trabalho depois de se tornar um grande mestre do mahāyāna, quando ele inventou o que pode ser considerado um novo e mahāyānista abhidharma-piṭaka.
Acredita-se que o mahīśāsaka se espalhou do Noroeste para o sul da Índia, incluindo Nāgārjunakoṇḍā, e até a ilha do Sri Lanka. De acordo com AK Warder, a seita indiana Mahīśāsaka também se estabeleceu no Sri Lanka ao lado do Theravāda, no qual foram posteriormente absorvidos.
No século VII, Yijing agrupou os mahīśāsakas, dharmaguptakas e os kāśyapīyas juntos como sub-seitas da escola sarvāstivāda e declararam que estes três não eram prevalentes nas "cinco partes da Índia", mas estavam localizados em algumas partes de Oḍḍiyāna, o Reino de Khotan e o Reino de Kucha.

## Doutrinas
De acordo com os mahīśāsakas, as Quatro Nobres Verdades deveriam ser meditadas simultaneamente.
A seita mahīśāsaka sustentava que tudo existe, mas apenas no presente. Eles também consideravam um presente feito para a sangha como sendo mais meritório do que um dado ao Buda. Eles discordaram dos dharmaguptakas sobre este ponto, como os dharmaguptakas acreditavam que dar um presente ao Buda é mais meritório do que um dado a sangha.
Os primeiros mahīśāsakas parecem não ter mantido a doutrina de um estado intermediário entre a morte e o renascimento, mas depois os mahīśāsakas aceitaram essa doutrina.

## Obras

### Vinaya Mahīśāsaka
A seita dos mahīśāsakas também se estabeleceu no Sri Lanka ao lado da tradição Theravāda, na qual aqueles membros foram posteriormente absorvidos. Sabe-se que Faxian obteve uma cópia sânscrita do vinaya Mahīśāsaka no Abhayagiri Vihāra em Amarapura (Sri Lanka), por volta de 406 CE. O Vinaya Mahīśāsaka foi então traduzido para o chinês em 434 EAC por Buddhajiva e Zhu Daosheng. Esta tradução do Vinaya Mahīśāsaka permanece no cânon budista chinês como Taishō Tripiṭaka 1421.